# شوانغياشان
شوانغياشان (بالصينية: 双鸭山市 )‏ هي مدينة على مستوى محافظة، في جمهورية الصين الشعبية، تتبع هيلونغجيانغ، تبلغ مساحتها 22,483 كيلومتر مربع، رمزها البريدي هو 155000.

## مدن توأم
المدن التوأم:
- ماغادان.

## التقسيمات الإدارية
- Jianshan, Shuangyashan [الإنجليزية]‏
- Lingdong, Shuangyashan [الإنجليزية]‏
- Sifangtai, Shuangyashan [الإنجليزية]‏
- Baoshan, Shuangyashan [الإنجليزية]‏
- Jixian County [الإنجليزية]‏
- Youyi County [الإنجليزية]‏
- Baoqing County [الإنجليزية]‏
- Raohe County [الإنجليزية]‏.